# Eupterote geminata
Eupterote geminata är en fjärilsart som beskrevs av Walker 1855. Eupterote geminata ingår i släktet Eupterote och familjen Eupterotidae. Inga underarter finns listade i Catalogue of Life.